# Beata (Beatrix) Barnimówna
Beata (Beatrix) Barnimówna (ur. w okr. 1270–1274, zm. w okr. 1315–grudzień 1316 w Szczecinie?) – żona Henryka II z Orli (Werle), pana na Penzlinie, córka Barnima I Dobrego, księcia szczecińskiego i pomorskiego oraz Matyldy askańskiej.

## Związki z rodem Werlów
Jej związki z rodem Werlów poświadczone zostały przez XIV-wiecznego kronikarza Ernesta Kirchberga, który na kartach swej kroniki napisał o małżeństwie księżniczki szczecińskiej z Henrykiem II, synem Henryka I, księcia meklemburskiego na Güstrowie. Wspomniana księżniczka była wymieniona bezimiennie, jednak śladem jej identyfikacji było wymienienie przez kronikarza syna Barnima, który imię miał otrzymać po swym dziadzie.
W nowożytnej literaturze przedmiotu wskazywano błędnie na Matyldę, która w licznych dokumentach źródłowych była przedstawiana, jako siostra Bogusława IV. Współczesne genealogia odrzuca tę hipotezę, wskazując, że chodziło o trzecią żonę Barnima I – Matyldę askańską, a więc macochę Bogusława IV. Istnienie Beaty (Beatrix) zostało odkryte w dokumencie Henryka, biskupa kamieńskiego z 1315, gdzie została wymieniona obok brata Ottona I i matki Matyldy askańskiej, jako fundatorki jednej z trzech prebend.

## Życie
W II poł. 1292, po zawarciu pokoju margrabiów brandenburskich z Mikołajem II z Parchimia (21 sierpnia 1292) osiadła wraz z małżonkiem w Penzlinie. Po śmierci męża, który był uwikłany w spór i śmierć swojego ojca oraz walki z Mikołajem II – prawdopodobnie opuściła swoje dobra i przeniosła się wraz z dziećmi do Szczecina. Według E. Rymara opuszczenie dóbr mogło nastąpić jeszcze przed śmiercią Henryka II, ponieważ istnieją przesłanki, że tenże zmarł na wygnaniu.
Beata (Beatrix) zamieszkała w jednym z domów w Szczecinie, dzieci natomiast wychowywały się na dworze szczecińskim do osiągnięcia wieku sprawnego. O jej życiu i fundacjach, poza tą z 1315 niewiele wiadomo. Zmarła w okresie 1315–grudzień 1316. Pochowana została w klasztorze cysterek w Szczecinie. W historiografii pojawia się pogląd, że została mniszką tamtejszego klasztoru, stąd jej miejsce pochówku.

## Rodzina
Beata (Beatrix) była żoną Henryka II z Orli (Werle), pana na Penzlinie. Ze związku małżeńskiego pochodziło dwoje dzieci:
- Barnim (ur. po 1291, zm. ?) – archidiakon dymiński, prepozyt kościoła kolegiackiego NMP w Szczecinie i prepozyt kapituły kamieńskiej,
- Matylda (ur. po 1291, zm. przed 21 stycznia 1356) – przełożona klasztoru augustianek w Pyrzycach[1].

### Genealogia
| Bogusław II ur. w okr. 1178–1184 zm. 23 lub 24 I 1220 lub 1221 | Bogusław II ur. w okr. 1178–1184 zm. 23 lub 24 I 1220 lub 1221 |                                                        |                                                        | Mirosława ur. w okr. 1190–1195 zm. p. przed 2 II 1237 | Mirosława ur. w okr. 1190–1195 zm. p. przed 2 II 1237 |  |  | Otton III Pobożny ur. 1215 zm. 9 X 1267 | Otton III Pobożny ur. 1215 zm. 9 X 1267 |                                        |                                        | Bożena (Beatrix) ur. przed 1230 zm. 27 V 1290 | Bożena (Beatrix) ur. przed 1230 zm. 27 V 1290 |
|                                                                |                                                                |                                                        |                                                        |                                                       |                                                       |  |  |                                         |                                         |                                        |                                        |                                               |                                               |
|                                                                |                                                                |                                                        |                                                        |                                                       |                                                       |  |  |                                         |                                         |                                        |                                        |                                               |                                               |
|                                                                |                                                                | Barnim I Dobry ur. zap. ok. 1210 zm. 13 lub 14 XI 1278 | Barnim I Dobry ur. zap. ok. 1210 zm. 13 lub 14 XI 1278 |                                                       |                                                       |  |  |                                         |                                         | Matylda askańska ur. ? zm. 20 XII 1316 | Matylda askańska ur. ? zm. 20 XII 1316 |                                               |                                               |
|                                                                |                                                                |                                                        |                                                        |                                                       |                                                       |  |  |                                         |                                         |                                        |                                        |                                               |                                               |
|                                                                |                                                                |                                                        |                                                        |                                                       |                                                       |  |  |                                         |                                         |                                        |                                        |                                               |                                               |
|                                                                |                                                                |                                                        |                                                        |                                                       |                                                       |  |  |                                         |                                         |                                        |                                        |                                               |                                               |

|                                         |                                         | Henryk II ur. zap. w okr. 1265–1267 zm. po 1302 OO przed 1291 | Henryk II ur. zap. w okr. 1265–1267 zm. po 1302 OO przed 1291 | Beata (Beatrix) Barnimówna (ur. w okr. 1270–1274, zm. w okr. 1315–XII 1316) | Beata (Beatrix) Barnimówna (ur. w okr. 1270–1274, zm. w okr. 1315–XII 1316) |  |  |  |  |
|                                         |                                         |                                                               |                                                               |                                                                             |                                                                             |  |  |  |  |
|                                         |                                         |                                                               |                                                               |                                                                             |                                                                             |  |  |  |  |
|                                         |                                         |                                                               |                                                               |                                                                             |                                                                             |  |  |  |  |
| Matylda ur. po 1291 zm. przed 21 I 1356 | Matylda ur. po 1291 zm. przed 21 I 1356 | Barnim ur. po 1291 zm. ?                                      | Barnim ur. po 1291 zm. ?                                      |                                                                             |                                                                             |  |  |  |  |